# آنری توزن
آنری توزن (فرانسوی: Henri Tauzin‎؛ ۱۷ آوریل ۱۸۷۹ – ۱۱ اکتبر ۱۹۱۸) دونده ۴۰۰ متر با مانع اهل فرانسه بود.